# Рафиева, Зиби
Зиби Рафиева, другой вариант — Зебо Рафиева (29 мая 1909 года — 1977 год) — мотальщица кокономотальной фабрики Ленинабадского шелкокомбината Таджикского совнархоза, Таджикская ССР. Герой Социалистического Труда (1960).
Неоднократно занимала передовые места в социалистическом соревновании среди тружеников комбината. Указом Президиума Верховного Совета СССР от 7 марта 1960 года удостоена звания Героя Социалистического Труда «в ознаменование 50-летия Международного женского дня, за выдающиеся трудовые достижения в труде и особо плодотворную общественную деятельность» с вручением ордена Ленина и золотой медали «Серп и Молот».
Умерла в 1977 году.
Награды
- Герой Социалистического Труда
- Орден Ленина
- Медаль «За доблестный труд в Великой Отечественной войне 1941—1945 гг.»